# Марково (Шуменська область)
Ма́рково (болг. Марково) — село в Шуменській області Болгарії. Входить до складу общини Каспичан.

## Населення
За даними перепису населення 2011 року у селі проживали 758 осіб.
Національний склад населення села:
| Національність   | Кількість осіб | Відсоток |
| ---------------- | -------------- | -------- |
| болгари          | 405            | 65,2%    |
| турки            | 77             | 12,4%    |
| цигани           | 39             | 6,3%     |
| інша             | 96             | 15,5%    |
| не визначились   | 4              | 0,6%     |
| Всього відповіли | 621            |          |

Розподіл населення за віком у 2011 році:
Динаміка населення: